# Abraham L. Brick
Abraham Lincoln Brick, född 27 maj 1860 i St. Joseph County i Indiana, död 7 april 1908 i Indianapolis i Indiana, var en amerikansk politiker (republikan). Han var ledamot av USA:s representanthus från 1899 fram till sin död.
Brick efterträdde 1899 Lemuel W. Royse som kongressledamot och avled 1908 i ämbetet.